# James Hall (explorador)
James Hall (n.? - fiordo Amerdloq, Groenlandia, 22 de junio de 1612) fue un navegante inglés y explorador del Ártico, que participó en tres expediciones a Groenlandia al servicio de la Corona danesa de búsqueda de las colonias nórdicas perdidas en Groenlandia y que encabezó una cuarta expedición al servicio de los ingleses. Falleció de un ataque inuit en Groenlandia, donde fue enterrado. 

## Biografía
Poco se sabe de la vida de James Hall. Había nacido en Kingston upon Hull y se cree que podría haber participado en una de las expediciones al Ártico del británico John Davis, en la que logró navegar por las aguas del estrecho de Davis y la bahía de Baffin. Esas expediciones de Davis seguramente alarmaron a los daneses, que vieron en peligro la soberanía de Groenlandia. El rey Cristián IV de Dinamarca decidió restablecer la comunicación con las antiguas colonias escandinavas en Groenlandia y en 1605 envió una expedición de tres barcos, dirigida por John Cunningham, al mando de la Trost y comandante en jefe, acompañado por el Den Rode Løve (comandado por Godske Lindenov) y el Katten (comandada por el escocés John Knight). Hall participó en esa expedición como primer oficial y piloto.
La expedición llegó a la costa oeste de Groenlandia, al fiordo del Rey Cristian, y realizó una campaña de reconocimiento en dirección norte, en la que cartografió la costa hasta los 68°35'N. No lograron encontrar restos de los antiguos colonos, pero sí vieron y apresaron algunos inuits y recogieron muestras de un mineral que creían tenía plata. El informe al rey iba acompañado de 4 mapas, los primeros de la costa oeste de Groenlandia. Este informe y otros publicados por Purchas fueron una valiosa fuente de conocimientos acerca de Groenlandia que Inglaterra utilizó con mayor ventaja que la propia Dinamarca. 
Al año siguiente, el rey nuevamente envió una expedición de cinco buques a Groenlandia para continuar la exploración mineralógica en la misma zona, una expedición comandada por Godske Lindenow y en la que nuevamente Hall sirvió de nuevo como primer oficial y piloto. Las malas condiciones, el hielo y las corrientes en el estrecho de Davis, empujaron los barcos al oeste, hasta que llegaron cerca de los 66°N, cuando pudieron poner rumbo este y alcanzar la costa occidental de Groenlandia. A pesar de que avistaron la isla de Baffin, no lograron poner pie en ella. Volvieron a recoger muestras de mineral y a capturar varios inuits. En 1607 Hall volvió con una tercera expedición real de dos barcos, comandada por Carsten Richardson, pero fue un fracaso ya que los barcos no estaban preparados para el hielo y no lograron alcanzar Groenlandia.
En 1612, tras regresar a Inglaterra, Hall convenció a cuatro comerciantes de Londres para financiar otra expedición a Groenlandia con fines comerciales (intentar descubrir el Paso del Noroeste) y de exploración mineralógica. Llevaba dos buques ingleses a su mando, el Patience, de 140 toneladas, y el Heart's Ease, de 60 toneladas y tras alcanzar el cabo Farewell, siguió hacia el norte por la costa occidental de Groenlandia.
El 22 de julio en el fiordo de Rammel (hoy Amerdlok) Hall fue reconocido por un grupo de esquimales del que la expedición de Cunninghaman había tomado prisioneros. Uno de ellos arrojó una lanza a Hall que le alcanzó en el costado, muriendo al día siguiente. Según su último deseo, fue enterrado en una isla cercana, antes que ser arrojado al mar. 
En esta última expedición participaba como piloto William Baffin, siendo su primera experiencia en aguas árticas.